# Adrián López Rodríguez
Adrián López Rodríguez, meglio noto come Piscu (La Coruña, 25 febbraio 1987), è un ex calciatore spagnolo, di ruolo difensore.

## Palmarès

### Club

#### Competizioni nazionali
- Coppa d'Inghilterra: 1

Wigan: 2012-2013
- Canadian Championship: 1

Montréal Impact: 2014